# Từ thô tục Bồ Đào Nha
Từ thô tục trong tiếng Bồ Đào Nha là những từ hoặc câu nói mang tính thô tục, báng bổ, khiêu khích hoặc phản cảm và có thể chia thành nhiều thể loại. Đa số các từ được dùng để sỉ nhục, về thể hiện sự bị làm phiền của người nói. Sự thô tục này có thể khác nhau giữa các nước sử dụng tiếng Bồ Đào Nha, như là Bồ Đào Nha và Brasil.

## Tổng thể
Lời nói thô tục trong tiếng Bồ Đào Nha, có nhiều biến thể và phương ngữ khác nhau, bắt nguồn từ căn nguyên tiếng Latinh, hoặc gốc ngữ hệ Ấn-Âu và gốc từ thô tục Tây Ban Nha. Cũng có một vài từ thô tục Bồ Đào Nha có nguồn gốc từ ngữ hệ Tupi–Guarani hoặc ngữ hệ Niger-Congo; có thể tìm thấy ở các quốc gia có tiếng Bồ Đào Nha khác giống như Bồ Đào Nha, như Brasil, Cabo Verde, Guiné-Bissau, São Tomé và Príncipe, Angola hoặc Mozambique, mặc dù một số từ có gốc Ấn Âu đều được du nhập vào tiếng Bồ Đào Nha châu Âu.
Trong trường hợp của Brasil, một số từ thô tục mới được du nhập không chỉ từ tiếng Ấn Mỹ hoặc tiếng châu Phi nhưng còn là tiếng Ý, tiếng Đức hoặc tiếng Pháp, bởi vì sự di cư của người Ý và Trung Âu đến Brasil vào cuối thế kỷ 19 do tiếng Pháp là lingua franca (ngôn ngữ thứ ba) của người trí thứ Brasil và Bộ ngoại giao quốc tế của Brasil lúc bấy giờ. Trong khi ngôn ngữ Tây Ban Nha đầy rẫy những lời nói báng bổ, và tiếng Bồ Đào Nha cũng vậy.
Từ nói thô tục Bồ Đào Nha, cũng như các ngôn ngữ phương Tây khác, liên quan đến bộ phận sinh dục và bài tiết. Từ thể hiện sự bài tiết có thể tốt hoặc xấu, phụ thuộc vào ngữ cảnh họ đang ở.
Từ thô tục trong Bồ Đào Nha có thể là profanidades, impropérios, baixo calão, obscenidades, vulgaridades. Palavrão có nghĩa đen là big word nhưng có thể dịch thành từ xấu, và dizer/falar palavrões (nói) là một ngôn ngữ tục tĩu. Praguejar (Bồ Đào Nha) và Xingar (Brasil) là để chửi bới, nguyền rủa.

## Từ thô tục Bồ Đào Nha theo vùng
Cũng tương tự như các ngôn ngữ quốc tế khác, từ phản cảm Bồ Đào Nha có thể thay đổi từ nội dung đến vị trí địa lý, mặc dù là trong một quốc gia. 

### Từ thô tục ở Bồ Đào Nha
Từ phản cảm ở Bồ Đào Nha được chia thành hai khu vực: Vùng Norte, Bồ Đào Nha và vùng Centro-Nam Bồ Đào Nha. Vùng Norte có xu hướng dễ sử dụng từ thô tục hơn như là thói quen với vốn từ thô tục đa dạng được sử dụng để biểu hiện cảm xúc hơn là chửi bới ai đó. Sự phản cảm của những từ thô tục này phụ thuộc chủ yếu vào âm điệu và ngữ cảnh. Vào trung tâm và nam Bồ Đào Nha, đặc biệt là tại các đô thị, thường có xu hướng nói chuyện lịch sự hơn, nhưng chỉ dùng những từ thô tục khi muốn phản cảm ai đó hoặc nhấn mạnh sự bị làm phiền.
Từ thô tục mang tính sinh dục:
- "Badalhoco(a)" (được sử dụng quốc tế, có nghĩa là nó được sử dụng ở nhiều nước nói tiếng Bồ Đào Nha) là từ xấu nói về việc ai đó "dơ" (dirty). Tương tự như từ "bẩn thỉu" (nasty) để chỉ những người đàn ông và phụ nữ lăng nhăng.
- "Cabrão" chỉ dùng để nói cho những người đàn ông bị ngoại tình, nói cách khác là "cắm sừng".
- "Caralho" là một từ tục tĩu liên quan đến dương vật và có thể được dùng để chửi bới. Từ căn nguyên liên quan đến ổ quạ (thuyền), ý nghĩa tiêu cực của câu nói "vai para o caralho", có nghĩa là "đi đến ổ quạ" (go to the crow's nest), là gặp sóng lớn ở biển. Lời nói này sau đó được đồn thành truyền thuyết đô thị như là một từ thô tục. Việc sử dụng caralho tại thời điểm hiện đại (như "prick"), tuy nhiên, trước caravel của Bồ Đào Nha, là thuyền với ổ quạ.

1. "Pra caralho" có nghĩa giống "as fuck" trong tiếng Anh, và "Grande pra caralho/Big as fuck", trong khi nó là từ thô tục, nhưng rất ít được sử dụng.

- "Cona" tương tự với "cunt" trong tiếng Anh (bộ phận sinh dục nữ) là từ phản cảm, và sử dụng tương đương như với "pussy" trong tiếng Anh.
- "Foder" (IU) là tiếng Bồ Đào Nha của "fuck" mặc dù nó không thể biến thể giống như tiếng Anh là "fucking".

1. "Foda-se!" là biến thể tương tự của cụm từ "fuck it!" trong tiếng Anh.
2. "Fode-te", "Vai-te foder", hoặc "vá-se foder" có nghĩa là "fuck you" trong tiếng Anh.

- "Paneleiro" (IU) tương tự như "faggot" trong ý nghĩa, được sử dụng một cách phản cảm.
- "Puta" (IU) là một từ miệt thị dành cho gái mại dâm. Nó có thể được dùng để thể hiện sự từ chối liên quan đến những người đàn bà lăng nhăng (tương tự với "slut" (đĩ)). Đây là từ phảm cảm chất của tiếng Bồ Đào Nha. Từ "puto" (được dùng cho nam giống "puta" theo ngữ pháp giới tính của tiếng Bồ Đào Nha) tồn tại, tuy nhiên ý nghĩa của nó hoàn toàn trái ngược (thường đề cập tới các cậu trai trẻ hoặc đàn ông). Tại vùng Bắc Bồ Đào Nha, "puta" là một thán từ thông dụng (có thể tiêu cực hoặc tích cực tùy theo ngữ cảnh).

1. "Filho(a) da puta" (IU) tương tự giống với "son of a bitch" trong tiếng Anh và được dùng cho cả nam ("filho") và nữ ("filha"). Cũng là một thán từ thông dụng ở vùng Bắc.
2. " Puta que pariu" (IU). Là một thán từ thể hiện sự bất ngờ và cảm xúc cường độ mạnh. Cụm từ được dịch thành "whore that has given birth" ("chó đẻ"), tuy nhiên chỉ được dùng trong trường hợp "son of a whore" và vân vân.

- Một số từ phảm cảm khác được đề cập tới phụ nữ mà có nhiều bạn tình như là "oferecida" (phiên bản nam là "oferecido") hoặc "vaca" ("bò"). Từ cuối cùng này, mặc dù có ý nghĩa sinh dục, đã dần mất đi ý nghĩa tiêu cực trong các bạn trẻ.

Từ thô tục mang tính bài tiết:
- "Cu" (IU) có nghĩa tiếng Anh là "ass", tức là mông hoặc hậu môn của người, không phải động vật.
- "Merda" (IU) là từ thô tục mạnh và có nghĩa tương tự với "shit" trong tiếng Anh.

Từ thô tục phân biệt chủng tộc:
- Người da đen. Mặc dù không có từ tương tự của "nigger" (một từ rất là phản cảm), "preto" là từ miệt thị cho người da đen. "Negro" là tính từ, được dùng nhiều nhất tại vùng trung và nam Bồ Đào Nha. Tại vùng Bắc Bồ Đào Nha, "preto" là từ thông dụng nhưng không có ý nghĩa tiêu cực, đặc biệt là ở bộ phận dân số trẻ, mà một số người đã xem "negro" như là "sự đúng đắn chính trị quá mức". Sự phản cảm cũng phụ thuộc vào ngữ cảnh. Nó cũng có nghĩa là "black" (đen).
- Nigga (tiếng lóng). Negão là từ Bồ Đào Nha tương tự của tiếng lóng "nigga". Một số người sẽ xem nó là phản cảm nhưng đa số người lại không xem nó là phản cảm. Negro có thể được dùng bởi Negão tùy vào ngữ cảnh. Từ này cũng được dùng tại Brasil (hơn là Bồ Đào Nha).

Từ thô tục phân biệt tôn giáo:
- Người Hồi giáo (Muslims). "Mouro" ("Moor") là từ thô tục cũ được đề cập tới người Hồi giáo. Được dùng ở thời kỳ đầu, tuy nhiên, nó đề cập đến người "Moor" hay nói cách khác là báng bổ người Bồ Đào Nha phương Bắc.

### Từ thô tục ở Brasil
Từ thô tục và câu nói thô tục ở tiếng Bồ Đào Nha của Brasil cũng tương tự giống với tiếng Bồ Đào Nha của Bồ Đào Nha. Tuy nhiên có vài trường hợp ngoại lệ:
- "Viado" là từ phản cảm dành cho đồng tính nam. Khác với từ "Veado" có nghĩa là "con nai" (deer). Tồn tại ở dạng tiếng Bồ Đào Nha gốc là "virado".
- "Bicha" cũng là một từ miệt thị dành cho đồng tính nam nhưng với nhiều ý nghĩa khác nhau tuy vào người nói. Cũng được dùng ở tiếng Bồ Đào Nha gốc.
- "Corno" có cách dùng và ý nghĩa tương tự như "cabrão". Được dùng để đề cập đến người đàn ông bị "cắm sừng" (phiên bản nữ: "Corna"). Phiên bản tiếng Anh có nghĩa tương tự "cuckold". Cũng được dùng trong tiếng Bồ Đào Nha gốc.
- "Sapatão" hoặc "Sapatona" là từ miệt thị dành cho đồng tính nữ.